# AN/PEQ-2
AN/PEQ-2 або ITPIAL (англ. InfraredTargetPointer/Illuminator/AimingLaser) — універсальний прицільний пристрій для стрілецької зброї виробництва компанії Insight Technology, що по суті є інфрачервоним лазерним цілевказівником поєднаний в одному модулі з тактичним ліхтарем. Може бути ефективно використаний на всіх дистанціях бою дальністю до 2000 метрів. Використовує стандартну систему кріплення на основі рейки Пікатіні і є одним з компонентів комплекту SOPMOD.

## Конструкція
Поєднує в собі два джерела ІЧ-випромінювання — один для освітлення цілі, другий для цілевказівки. Може бути використаний лише в поєднанні з приладом нічного бачення, працюючому в тому ж самому діапазоні. Обидва джерела випромінювання управляються за допомогою одного шестипозиційного перемикача. Корпус водонепроникний на глибині до 20 метрів.

## Характеристики
| Параметри:                                      | AN/PEQ-2 та 2A | Model 5000    | Model 7000     |
| ----------------------------------------------- | -------------- | ------------- | -------------- |
| Довжина хвилі лазерного цілевказівника, нм      | 830            | 830           | 635            |
| Повна потужність лазера цілевказівника, мВт     | 50             | 50            | 35             |
| Вихідна потужність цілевказівника, мВт          | 25             | 25            | 15             |
| Розбіжність пучка цілевказівника, мрад          | 0,3            | 0,3           | 0,3            |
| Довжина хвилі тактичного ліхтаря, нм            | 830            | 830           | 830            |
| Повна потужність лазера тактичного ліхтаря, мВт | 50             | 150           | 50             |
| Вихідна потужність тактичного ліхтаря, мВт      | 30             | 90            | 30             |
| Пучок ліхтаря, мрад                             | 3,0            | 3,0           | 3,0            |
| Робочий діапазон температур                     | -32 °C/+51 °C  | -32 °C/+51 °C | -32 °C/+51 ° C |
| Температурний діапазон зберігання               | -57 °C/+71 °C  | -57 °C/+71 °C | -57 °C/+71 ° C |
| Вага прицілу, г                                 | 210            | 210           | 210            |
| Джерело живлення                                | 2 × АА         | 2 × АА        | 2 × АА         |